# Iwanowka (rejon czernuszyński)
Iwanowka (ros. Ивановка) – wieś (dieriewnia) w Rosji, w Kraju Permskim, w rejonie czernuszyńskim. W 2010 liczyła 27 mieszkańców.